# Roscoe Arbuckle
Pour les articles homonymes, voir Fatty et Arbuckle.
Roscoe Arbuckle (surnommé Fatty Arbuckle), né le 24 mars 1887 à Smith Center (Kansas) et mort le 29 juin 1933 à New York, est un acteur et réalisateur du cinéma muet américain. Surnommé « Fatty » (« le gros » en français) dès son plus jeune âge, il abhorre ce sobriquet. Pourtant, c'est sous ce dernier qu'il devient l'acteur du cinéma muet le plus populaire de son époque. 
En septembre 1921, un scandale de viol et de meurtre brise net sa carrière d'acteur. Acquitté, il intervient alors un temps comme scénariste puis réalise, sous le nom de William Goodrich, une cinquantaine de films. En 1933, il meurt d'une crise cardiaque alors qu'il venait de signer un contrat à long terme avec la Warner qui, depuis quelques films à succès, avait relancé sa carrière d'acteur, sous son propre nom.

## Biographie
Roscoe Conkling Arbuckle naît le 24 mars 1887 à Smith Center, petite ville du Kansas. C’est un bébé d’une corpulence exceptionnelle. À cause de sa physionomie, son père, William Goodrich Arbuckle, ne croit pas que l'enfant puisse être le sien et le prénomme alors « Roscoe Conkling », du nom d'un politicien démocrate qu'il méprise. Maltraité par son père, il grandit dans une famille de neuf enfants. À l’automne 1888, les Arbuckle s’installent à Santa Ana en Californie.
II était encore au collège quand on a commencé à l’appeler Fatty (graisseux/gros) et il a été toujours plus connu sous ce nom que sous celui de Roscoe Arbuckle, par lequel il a été inscrit sur les registres de l’état civil. Alors que certains Américains le disent originaire du Texas, Le Bioscope affirmait qu’il était irlandais et qu’il avait été employé dans une ferme près de Carnodnagh (Londonderry)[réf. nécessaire].

### Les débuts

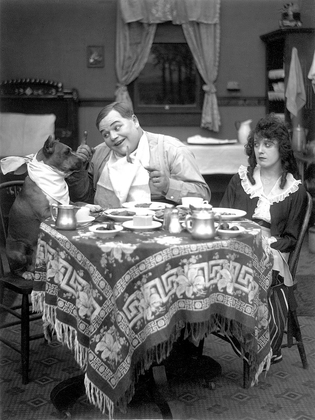
Luke, Fatty Arbuckle et Mabel Normand dans le film Fatty and Mabel Adrift (1916).

Roscoe est doué pour le chant, agile et souple malgré sa corpulence. Il entre très tôt dans la carrière artistique : suivant les biographies, dès neuf ans encouragé par Mollie, sa mère ou à douze ans à la mort de cette dernière en août 1899. À cette époque, il effectue déjà des petits boulots. Dans un hôtel de San José, comme il a l'habitude de chanter en travaillant, il est remarqué par un client, chanteur professionnel. Ce dernier l'inscrit dans un concours pour amateur. Roscoe le gagne et est engagé par David Mann, tourneur de théâtre forain. Il embrasse la carrière artistique, joue la comédie et chante.
En 1904, il est invité par Sid Grauman à venir chanter au Unique Theater à Minneapolis. Il rejoint le Pantages Theatre Group et tourne sur la côte ouest des États-Unis. En 1906, il entre à l'Orpheum Theater à Portland, dans l'Oregon. Le 6 août 1908, il épouse Minta Durfee (1889–1975) et s’engage avec elle dans la troupe du Morosco Burbank Stock Company qui sillonne les États-Unis. Il participe à des tournées qui l'emmènent à Hawaï, en Chine ou au Japon.
En juillet 1909, c’est une première expérience au cinéma. Il signe un contrat avec le studio de la Selig Polyscope Company et tourne sous la direction de Francis Boggs. Il poursuit en parallèle sa carrière sur les planches.

### La rencontre avec Mack Sennett
Quand on commence à tourner les premiers films à Los Angeles, il est alors acteur dans un petit théâtre californien. Un ami le présente au directeur d’une troupe cinématographique ; il est engagé avec un salaire de 5 dollars par jour. Presque immédiatement, Mack Sennett le conduit à rejoindre la Keystone Company[réf. nécessaire].
Fatty et le Voleur (The Gangsters) est le premier film de la Keystone Company dans lequel Roscoe apparaît. Il devient en quelques films une des figures les plus populaires de l’écurie de Mack Sennett et son pseudonyme de « Fatty » apparaît dans les titres comme celui de Mabel Normand, ce qui représente une consécration. Un nombre important de comédies burlesques de la série des Fatty est interprété par les deux « locomotives » (Mabel et Fatty) avant l'arrivée de Charlie Chaplin qui sera la troisième.
En moins d’un an, il tourne dans 45 films, accède à la notoriété et impose de devenir son propre réalisateur. En mars 1914, sort Fatty au poulailler (Barnyard Flirtations) qu’il écrit, dirige et réalise. Désormais Roscoe Arbuckle revendique la maîtrise artistique de ses films et limite ses apparitions sous la direction d’autres réalisateurs. Il tourne toutefois dans trois des films que Chaplin réalise pour la Keystone.
Fin 1915, la Triangle Film Corporation est créée absorbant les Studios Keystone. C’est un montage financier de production et distribution cinématographique qui se base sur les trois réalisateurs prestigieux de l'époque, D. W. Griffith, Thomas Ince et Mack Sennett. La priorité est donnée aux longs-métrages et rapidement des divergences éclatent. La superproduction d’Intolérance s'avère un échec relatif et Griffith quitte l'association bientôt suivi d'Ince et de Sennett. La Triangle Film Corporation sonne le glas de la grande époque de la Keystone.
Roscoe Arbuckle réalise encore une douzaine de films avant de tourner la page Mack Sennett.

### La consécration
Le producteur Joseph M. Schenck organise sa maison de production à l’image de la Triangle : trois départements distincts de production des films en fonction de leur genre. Il offre à Roscoe Arbuckle le « département burlesque » : la Comique Film Corporation. Ce dernier signe un contrat de 1 000 dollars par jour, 25 % des bénéfices et l’entier contrôle de ses films.
Roscoe Arbuckle poursuit avec la Comique Film Corporation la série des Fatty avec son neveu et faire-valoir Al St. John et Alice Lake, les deux venant de la Keystone.
Il travaille sur la production de son premier film, Fatty boucher (The Butcher Boy) lorsqu'il rencontre fortuitement Buster Keaton. Il l'a déjà vu jouer au théâtre et l'invite à venir sur les plateaux de tournage. Ce dernier accepte avec joie. Sur place, Keaton a la surprise de se voir proposer de participer au tournage. C'est la première apparition de Buster Keaton à l'écran et le trio formé avec Al St. John est représentatif de la série des Fatty de cette période. Buster Keaton apprend beaucoup de Roscoe Arbuckle qu’il considère comme son mentor. Il participe rapidement à l’écriture et à la réalisation comme dans Fatty chez lui (The Rough House).
Les vingt-deux derniers épisodes de la série des « Fatty » sont ainsi tournés à la Comique. Fort de sa solide expérience, de son entière latitude artistique et financière et secondé par la collaboration de Buster Keaton, c'est sans aucun doute durant cette période que l'on trouve les meilleurs des courts métrages comme Fatty cabotin (Back Stage) ou Le Garage infernal (The Garage).
En 1919, Roscoe Arbuckle signe un contrat avec la Paramount et cède ses parts de la Comique à Buster Keaton. Les comédies burlesques sont considérées avec condescendance dans le milieu cinématographique mais tolérées car populaires et rentables. La Paramount offre à Roscoe Arbuckle l'occasion de tourner des longs-métrages. Il en est la vedette principale avec des rôles taillés sur mesure et dans lesquels il a la possibilité d'exprimer ses talents d'acteur dans un registre bien différent de celui de ses premiers courts-métrages qui l'ont rendu célèbre.
L'objectif est atteint dès le premier film, Fatty, l'intrépide shérif (The Round Up) de George Melford, un western classique, qui démontre par son succès que Roscoe a su drainer son public vers les grandes salles. Six autres longs métrages s'enchaînent jusqu'au mois d'août 1921. Réalisés par Joseph Henabery ou James Cruze, ils ne démentent pas la pertinence d'avoir engagé Roscoe Arbuckle, même si Adolph Zukor oblige l'acteur à tourner avec frénésie. En à peine plus d'un an, Roscoe Arbuckle aura tourné neuf longs métrages travaillant parfois simultanément sur trois films.
À l'occasion du week-end du Labor Day, il se rend avec deux amis, Fred Fischbach et Lowell Sherman à San Francisco.

### L'affaire Roscoe Arbuckle

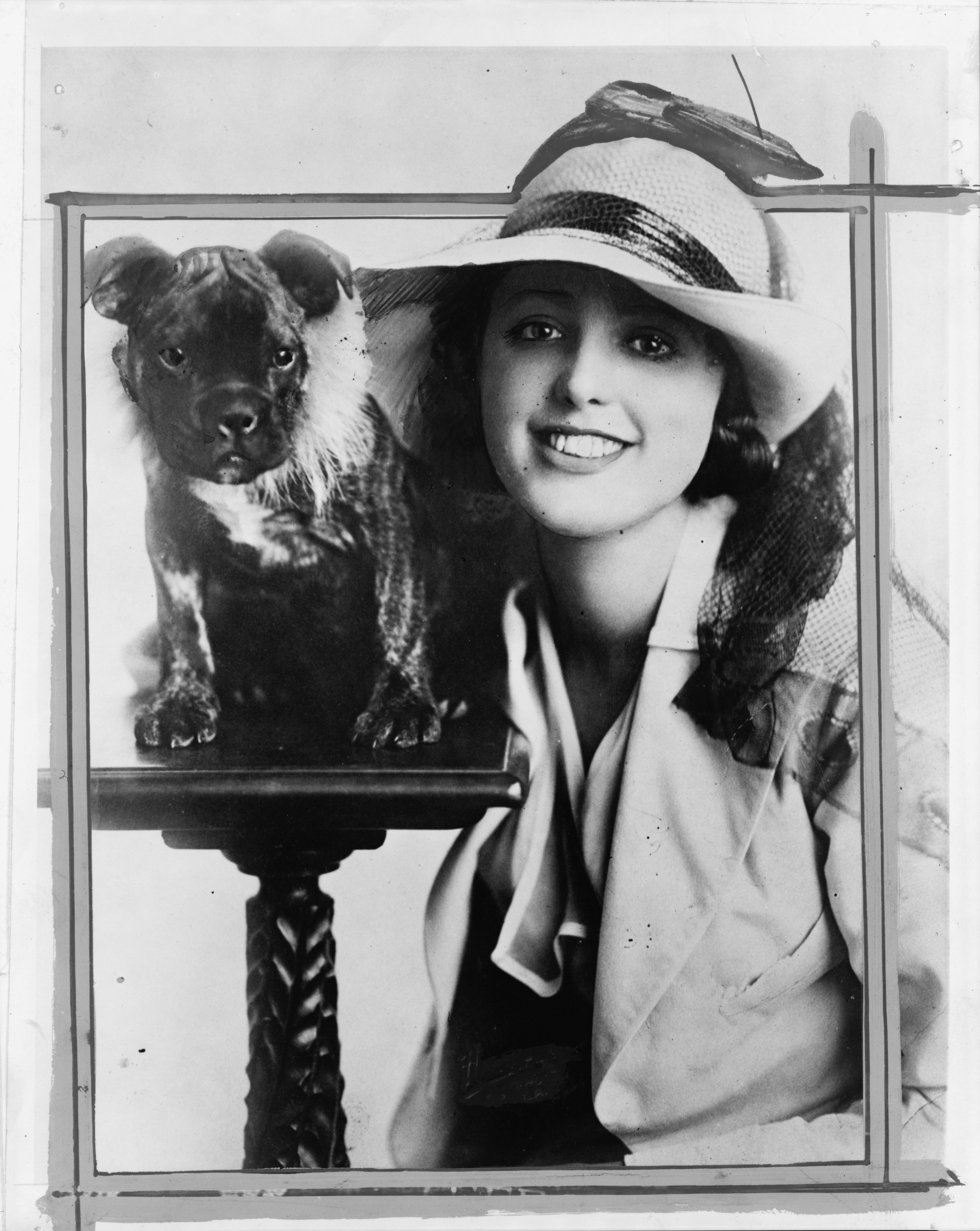
Virginia Rappe vers 1920.

Le 5 septembre 1921, durant une fête privée organisée au douzième étage du St. Francis Hotel à San Francisco, l'actrice et modèle Virginia Rappe est prise de violentes douleurs abdominales. Vers 15 h, selon ses déclarations, Roscoe Arbuckle découvre la starlette dans la salle de bains de la chambre qu'il occupe lorsqu'il s'y rend pour se changer. Les autres invités prévenus, un docteur est appelé et Virginia Rappe conduite dans une autre chambre de l'hôtel. Roscoe Arbuckle quitte alors le St. Francis.
Quatre jours plus tard, le 9 septembre, Virginia Rappe meurt d'une péritonite due à une rupture de la vessie. Maude Delmont, qui l'accompagnait à la fête, se rend à la police pour déclarer que Virginia Rappe est morte après un viol perpétré par Roscoe Arbuckle. Le 11 septembre, Roscoe Arbuckle est arrêté, accusé du viol et de l'homicide de l'actrice.
Dès l'annonce de l'arrestation de Roscoe Arbuckle, ce fait divers est l'objet d'une campagne de presse sans précédent. Fer de lance du déchaînement médiatique, le San Francisco Examiner de William Randolph Hearst fait en quelques gros titres le procès de Roscoe Arbuckle, bien avant son passage devant un jury destiné à déterminer un chef d'inculpation. C'est avant tout les mœurs supposés dépravées de la gent cinématographique qui sont mises en cause. La presse se fait l'écho d'anecdotes ou de supputations farfelues concernant l'affaire. La réaction de l'opinion publique est soudaine et violente, emboîtant le pas aux ligues de vertu et aux ligues féministes. La presse et la profession condamnent Roscoe Arbuckle avant tout procès.

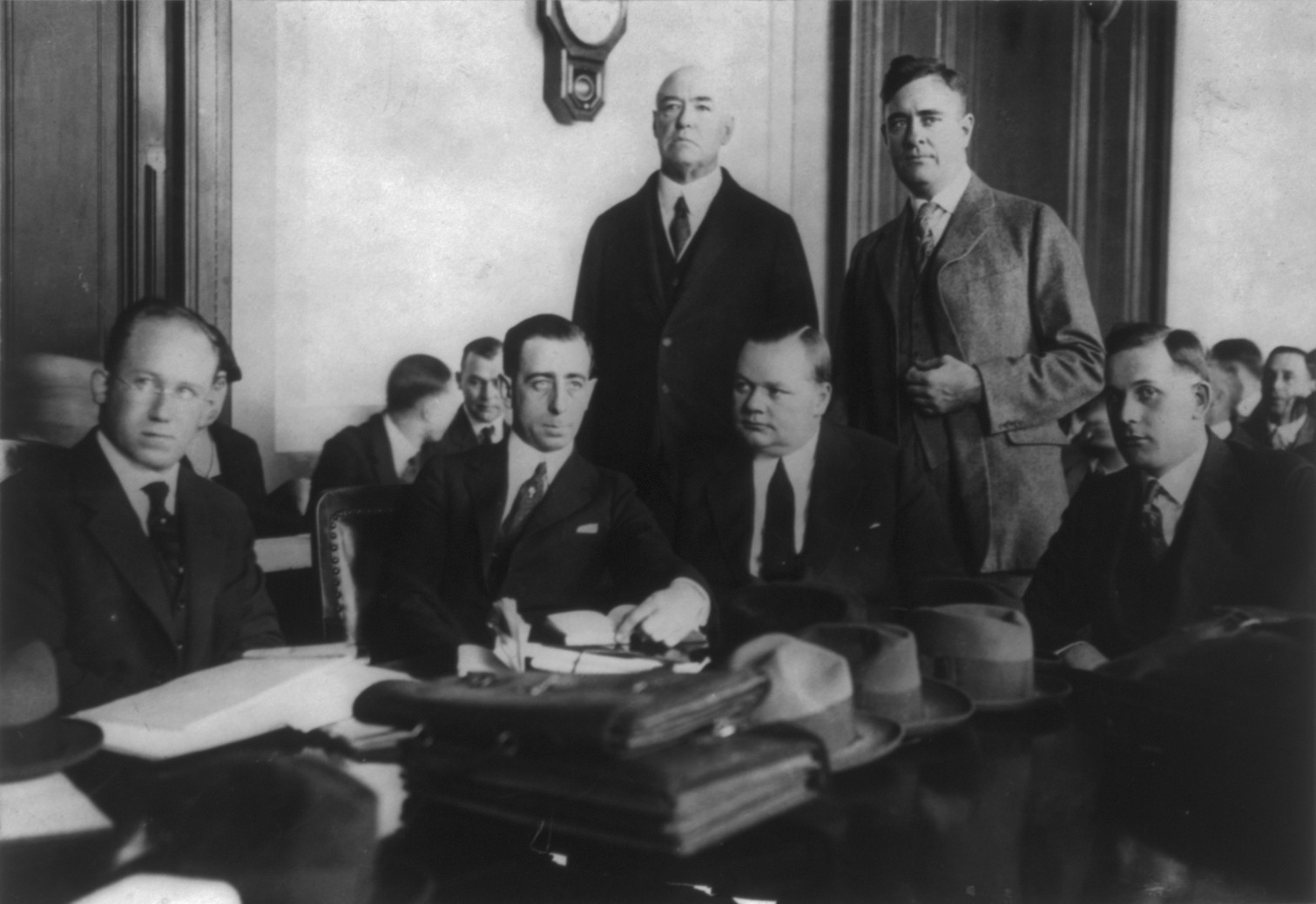
Arbuckle et ses défenseurs au premier procès (novembre 1921).

Trois procès sont nécessaires pour acquitter le prévenu (novembre 1921, janvier 1922, mars-avril 1922). Les charges ne reposent que sur des témoignages démontés par la défense et les experts médicaux concluent à une mort naturelle.
À l'issue du troisième procès, le 12 avril 1922, les jurés ne délibèrent que pendant six minutes et concluent à l'unanimité à l'innocence d'Arbuckle :

« L'acquittement n'est pas suffisant pour Roscoe Arbuckle. Nous pensons qu'une grande injustice a été commise. Nous pensons également qu'il est de notre devoir de lui donner cette exonération, en vertu de la preuve, car il n'y a pas la moindre charge à retenir contre lui, ni en aucune façon lieu de retenir la notion de crime. Il a été courageux tout au long de l'affaire et a raconté à la barre des témoins une histoire simple à laquelle nous avons tous cru. Ce qui s'est passé à l'hôtel est une malheureuse affaire pour laquelle Arbuckle, comme le démontre la preuve, n'a été en aucun cas responsable. Nous lui souhaitons plein succès et espérons que le peuple américain portera toute l'attention à l'arrêt de quatorze hommes et femmes qui ont siégé durant 31 jours et concluent que Roscoe Arbuckle est totalement innocent et exempt de toute responsabilité. »

— Décision du jury (12 avril 1922).

### Le procès d'Hollywood

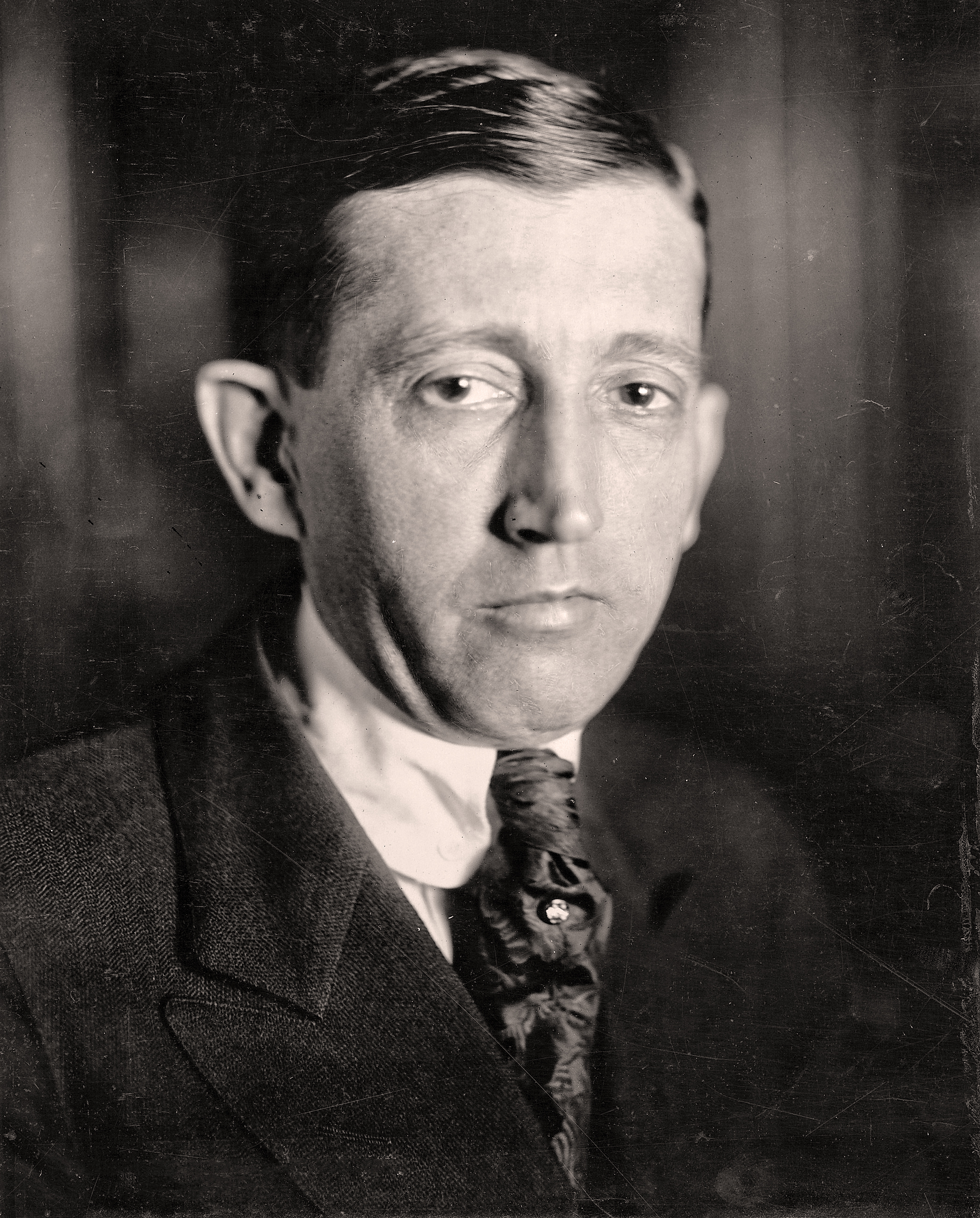
William Hays vers 1921.

Le 18 avril 1922, Roscoe Arbuckle devient cependant le premier acteur à être mis sur une liste noire. William Hays déclare : « Après avoir longuement consulté M. Nicholas Schenck, représentant M. Joseph Schenck, les producteurs, et M. Adolph Zukor et M. Jesse L. Lasky de la Société Famous Players-Lasky, les distributeurs, à ma demande, ont annulé toutes les projections et toutes les réservations des films d'Arbuckle ».
William Hays est Postmaster General des États-Unis lorsqu'éclate l'affaire Arbuckle/Rappe. Président du bureau national du Parti républicain de 1918 à 1921 et directeur de campagne du président des États-Unis Warren G. Harding en 1920, il est fortement impliqué dans la vie politique américaine. Lors de l'affaire, il prend position aux côtés des partisans de l'ordre et de la moralité.
Il participe à la création de la Motion Picture Producers and Distributors of America (MPPDA) qui tente de donner une nouvelle image de l'industrie cinématographique. C'est un comité de censure chargé de veiller au contenu des films dans le but de se substituer aux comités de censures propre à chaque État. Créé dans le sillage de l'affaire Arbuckle/Rappe, c'est une organisation non gouvernementale qui conduit dans les années 1930 à l'adoption du code de morale cinématographique connu sous le nom de Code Hays.
L'interdiction de Roscoe Arbuckle est la première décision de la MPPDA. Adolph Zukor ayant déjà édicté une « liste de recommandations impératives » se bat pour imposer la morale dans la production de la Paramount faisant pression sur les gens qu'il dirige. Il est l'employeur de Roscoe Arbuckle et se trouve en porte-à-faux entre son discours moralisateur et les scandales qui découlent de l'affaire.
Le 2 février 1922 au matin est découvert le corps de l'acteur William Desmond Taylor, tué d'une balle dans le dos. Taylor est un acteur et réalisateur populaire de la Paramount. Parmi les nombreux suspects, beaucoup sont aussi des personnes proches de la Paramount. Mary Miles Minter, la jeune star du moment et maîtresse de Taylor, mais surtout Mabel Normand amie proche de la victime dont le nom est étroitement associé à Roscoe Arbuckle. La décision de la MPPDA intervient dans ce contexte qui est une raison supplémentaire pour expliquer la rigueur et l'iniquité de l'interdiction de Roscoe Arbuckle.
Lorsque William Hays tente de lever officiellement cette interdiction en décembre 1922, c'est un tollé général. De fait, Roscoe Arbuckle n'est pas autorisé à jouer dans des films pour les dix prochaines années.

### William Goodrich

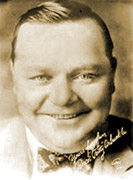

Roscoe Arbuckle quitte les États-Unis pour un voyage en Europe au mois d'août 1922.
L'éditorial du New York Times du 22 décembre 1922 consécutif à l'annonce de la levée de l'interdiction de Roscoe Arbuckle résume la situation : « Parfois, il est avantageux qu'un seul homme soit sacrifié pour son groupe. Arbuckle a été un bouc émissaire et la seule chose à faire avec un bouc émissaire, si vous devez en avoir un, c'est de le chasser dans le désert et ne jamais le laisser revenir. L'industrie du cinéma n'a aucun intérêt à le laisser trotter de nouveau dans le salon car il porte toujours son odeur avec lui. » Aux yeux de la justice, Roscoe Arbuckle est lavé de tout soupçon, mais il y a eu tellement d'écrits et de passions soulevés lors de cette affaire, que la personnalité de ce dernier reste à tout jamais entachée du parfum de scandale. Son personnage de gentil garçon grassouillet, pas toujours très intelligent mais le cœur sur la main, est désormais associé à la perversion, au lucre et aux mœurs dévoyées d'une population qui sait autant susciter le rêve que les fantasmes.
Dans la communauté du cinéma, les partisans de la moralité sont légion et d'autres s'arrangent de cette victime expiatoire. Considéré comme le seul rival de Charlie Chaplin un an auparavant, il tombe en disgrâce et peu nombreux sont les fidèles qui ne se détournent pas de lui. Comprenant qu'il a peu de chances de revenir devant les caméras, c'est derrière qu'il poursuit son travail. Buster Keaton le fait travailler à ses côtés pour l'écriture et la réalisation de ses films comme pour Daydreams ou Sherlock Junior et Al St. John lui sert de prête-nom pour les films qu'il réalise. Grâce à l'influence de Joseph M. Schenck, il devient réalisateur et prend une partie du nom de son père comme pseudonyme : William Goodrich, éliminant ainsi son nom de famille, pour réaliser près d'une cinquantaine de courts-métrages entre 1925 et 1932. Durant cette période, il tourne un long métrage, The Red Mill en 1926. Buster Keaton intercède en sa faveur auprès de Marion Davies et la Metro-Goldwyn-Mayer pour que lui soit confiée la réalisation. King Vidor est chargé de le chaperonner. Le film a un petit succès mais l'expérience n'est pas renouvelée.
Minta Durfee entame une procédure de divorce en novembre 1923 et Roscoe épouse, le 16 mai 1925, Doris Deane une actrice dont il divorcera quatre ans plus tard.
De 1927 à 1930, Roscoe Arbuckle s'éloigne du cinéma. Il remonte sur les planches au printemps 1927 et entame une tournée à travers les États-Unis. Il a occasionnellement des problèmes lors de manifestations d'hostilité liée à l'affaire Arbuckle. En avril 1928 à Minneapolis, il est interdit de représentation par la municipalité qui craint des troubles. Il annule sa tournée et retourne à Hollywood. Il rachète alors un cabaret, The Plantation, dans la banlieue de Los Angeles, mais on est encore sous la période de la prohibition.
En 1930, il revient au cinéma pour réaliser à nouveau plus de trente courts-métrages. Mais il a perdu la flamme des débuts et c'est essentiellement un travail alimentaire. Louise Brooks dira à Kevin Brownlow : « Il ne faisait rien pour diriger le film. Il était assis dans son fauteuil comme un homme mort. Il était un très agréable et doux mort depuis le scandale qui avait ruiné sa carrière. Mais c'était une chose extraordinaire pour moi de venir pour faire ce film et me rendre compte que mon réalisateur était le grand Roscoe Arbuckle que je trouvais magnifique dans ses films ».

### La fin d'une carrière
En 1932, Arbuckle signe un contrat avec la Warner Bros. pour être la vedette, sous son propre nom, d'une série de six courts métrages produits par la Vitaphone. Il y renoue avec la comédie et retrouve Al St. John mais il s'agit surtout de films sonores. Hey, Pop!, sort en novembre 1932 et c'est tout de suite le succès. Seul le British Board of Film Censors en interdit la diffusion en référence à l'affaire de 1921. Le troisième de la série sort le 24 juin 1933. Devant le succès de ces trois premiers films et le tournage des trois suivants terminé, la Warner signe un contrat sur un long métrage. Le soir même, Roscoe Arbuckle a une attaque cardiaque et s'éteint dans la nuit.
Roscoe Arbuckle a été incinéré et ses cendres dispersées dans l'océan Pacifique.

## Style
En dépit de sa taille, il était très sportif et agile ; ses comédies étaient renommées pour leur rythme, leurs scènes de poursuite et leurs gags visuels. Il adorait le gag de la « tarte à la crème ».
D'ailleurs, la première apparition connue de ce gag dans un film de Hollywood se produisit dans un film Keystone de 1913 intitulé A noise from the Deep (Mabel au fond de l'eau).

## Filmographie
La filmographie a été divisée en périodes définies par les firmes de production et de distribution.

### 1909-1913 Selig Polyscope Company et autres
1. Ben's Kid sorti le 1er juillet 1909. Court-métrage réalisé par Francis Boggs.
2. Mrs. Jones' Birthday (en) sorti le 30 août 1909. Court-métrage réalisé par Francis Boggs.
3. Making It Pleasant For Him (en) sorti le 29 novembre 1909. Court-métrage réalisé par Francis Boggs.
4. The Sanitarium sorti le 10 octobre 1910. Court-métrage réalisé par Francis Boggs.
5. Alas! Poor Yorick! sorti le 21 avril 1913. Court-métrage réalisé par Colin Campbell.

### 1913-1915 Keystone Film Company
De 1913 à 1915, Roscoe Arbuckle tourne dans 102 courts-métrages produits par la Keystone et distribués par la Mutual Film Corporation. Jouant la comédie sous la direction de Mack Sennett, Henry Lehrman, George Nichols ou Charles Avery, il réalise ensuite 48 des films dans lesquels il apparaît. Parfois Edward Dillon est crédité comme coréalisateur.

#### Arbuckle interprète Keystone/Mutual 1913-mars 1914
1. Fatty et le Voleur (The Gangsters), sorti le 29 mai 1913. Court-métrage réalisé par Henry Lehrman. Première apparition pour la Keystone.
2. Passions, He Had Three, sorti le 5 juin 1913. Court-métrage réalisé par Henry Lehrman.
3. Help! Help! Hydrophobia!, sorti le 5 juin 1913. Court-métrage réalisé par Henry Lehrman.
4. Mabel et le Caramel (en) (The Waiters' Picnic), sorti le 16 juin 1913. Court-métrage réalisé par Mack Sennett.
5. A Bandit, sorti le 23 juin 1913. Court-métrage réalisé par Mack Sennett.
6. Peeping Pete, sorti le 23 juin 1913. Court-métrage réalisé par Mack Sennett.
7. For the Love of Mabel, sorti le 30 juin 1913. Court-métrage réalisé par Henry Lehrman.
8. Safe in Jail (en), sorti le 7 juillet 1913. Court-métrage réalisé par Mack Sennett.
9. Le Club des cascamorts (en) (The Telltale Light), sorti le 10 juillet 1913. Court-métrage réalisé par Mack Sennett.
10. Mabel au fond de l'eau (A Noise from the Deep), sorti le 17 juillet 1913. Court-métrage réalisé par Mack Sennett.
11. Love and Courage (en), sorti le 21 juillet 1913. Court-métrage réalisé par Henry Lehrman.
12. Le Voisin de Mabel (en) (Prof. Bean's Removal), sorti le 31 juillet 1913. Court-métrage réalisé par Henry Lehrman.
13. Le Complot manqué (en) (The Riot), sorti le 7 août 1913. Court-métrage réalisé par Mack Sennett.
14. Le Héros de Mabel (Mabel's New Hero), sorti le 28 août 1913. Court-métrage réalisé par Mack Sennett.
15. Fatty pilote de course (en) (Fatty's Day Off), sorti le 1er septembre 1913. Court-métrage réalisé par Wilfred Lucas.
16. Mabel fait du cinéma (Mabel's Dramatic Career), sorti le 8 septembre 1913. Court-métrage réalisé par Mack Sennett.
17. La Reine des bohémiens (The Gypsy Queen), sorti le 11 septembre 1913. Court-métrage réalisé par Mack Sennett.
18. The Fatal Taxicab (en), sorti le 18 septembre 1913. Court-métrage réalisé par Mack Sennett.
19. When Dreams Come True (en), sorti le 22 septembre 1913. Court-métrage réalisé par Mack Sennett.
20. Mother's Boy, sorti le 25 septembre 1913. Court-métrage réalisé par Henry Lehrman.
21. Two Old Tars, sorti le 20 octobre 1913. Court-métrage réalisé par Henry Lehrman.
22. Un mariage bien tranquille (en) (A Quiet Little Wedding), sorti le 23 octobre 1913. Court-métrage réalisé par Wilfred Lucas.
23. Mabel aux courses (The Speed Kings), sorti le 30 octobre 1913. Court-métrage réalisé par Wilfred Lucas.
24. Fatty à San Diego (en), sorti le 3 novembre 1913. Court-métrage réalisé par George Nichols.
25. A Small Town Act, sorti le 10 novembre 1913. Court-métrage réalisé par George Nichols]
26. The Milk We Drink, sorti le 10 novembre 1913. Court-métrage réalisé par Wilfred Lucas.
27. Wine (en), sorti le 13 novembre 1913. Court-métrage réalisé par George Nichols
28. Fatty policeman (Fatty Joins the Force), sorti le 24 novembre 1913. Court-métrage réalisé par George Nichols
29. The Woman Haters, sorti le 1er décembre 1913. Court-métrage réalisé par Henry Lehrman.
30. Une course à la mairie (en) (Ride for a Bride), sorti le 8 décembre 1913. Court-métrage réalisé par George Nichols.
31. Les Flirts de Fatty (en) (Fatty's Flirtation), sorti le 18 décembre 1913 Court-métrage réalisé par George Nichols
32. His Sister's Kids (en), sorti le 20 décembre 1913. Court-métrage réalisé par George Nichols
33. Some Nerve (en), sorti le 25 décembre 1913. Court-métrage réalisé par Mack Sennett.
34. He Would a Hunting Go (en), sorti le 29 décembre 1913. Court-métrage réalisé par George Nichols
35. Des pieds et des mains (en) (A Misplaced Foot), sorti le 1er janvier 1914. Court-métrage réalisé par Wilfred Lucas.
36. The Under-Sheriff (en) (The Under Sheriff), sorti le 8 janvier 1914. Court-métrage réalisé par George Nichols
37. A Flirt's Mistake, sorti le 12 janvier 1914. Court-métrage réalisé par George Nichols
38. Les Bandits du village (In the Clutches of the Gang), sorti le 17 janvier 1914 Court-métrage réalisé par George Nichols
39. Les Noces de Fatty (Rebecca's Wedding Day), sorti le 24 janvier 1914. Court-métrage réalisé par George Nichols
40. A Robust Romeo, sorti le 12 février 1914. Court-métrage réalisé par George Nichols
41. Twixt Love and Fire, sorti le 23 février 1914. Court-métrage réalisé par George Nichols
42. Charlot fait du cinéma (A Film Johnnie), sorti le 2 mars 1914. Court-métrage réalisé par George Nichols. Première fois que Roscoe est partenaire de Charlie Chaplin.
43. Charlot danseur (Tango Tangles), sorti le 9 mars 1914. Court-métrage réalisé par Mack Sennett.
44. Charlot entre le bar et l'amour (His Favorite Pastime), sorti le 16 mars 1914. Court-métrage réalisé par George Nichols
45. Le Démon du village (A Rural Demon), sorti le 19 mars 1914. Court-métrage réalisé par Mack Sennett et Henry Lehrman.

#### Arbuckle interprète et réalisateur Keystone/Mutual mars 1914-1915
1. Fatty au poulailler (Barnyard Flirtations), sorti le 28 mars 1914. Court-métrage réalisé par Roscoe Arbuckle. Premier film réalisé par Arbruckle.
2. Chicken Chaser (en), sorti le 2 avril 1914. Court-métrage réalisé par Roscoe Arbuckle.
3. A Bath House Beauty (en), sorti le 13 avril 1914. Court-métrage réalisé par Roscoe Arbuckle. (Parfois Mack Sennett crédité)
4. Where Hazel Met the Villain (en), sorti le 23 avril 1914. Court-métrage réalisé par Roscoe Arbuckle.
5. A Suspended Ordeal (en), sorti le 9 mai 1914. Court-métrage réalisé par Roscoe Arbuckle.
6. Fatty sauve son chien (en) (The Water Dog), sorti le 13 mai 1914. Court-métrage réalisé par Roscoe Arbuckle.
7. L'Alarme des pompiers (The Alarm), sorti le 28 mai 1914. Court-métrage réalisé par Roscoe Arbuckle.
8. Our Country Cousin (en), sorti le 6 juin 1914. Court-métrage réalisé par Dell Henderson.
9. Charlot et Fatty dans le ring (The Knockout), sorti le 11 juin 1914. Court-métrage réalisé par Charles Avery.
10. Fatty coureur de dot (en) (Fatty and the Heiress), sorti le 25 juin 1914. Court-métrage réalisé par Roscoe Arbuckle, Edward Dillon et Craig Hutchinson.
11. Fatty n'est pas veinard (en) (Fatty's Finish), sorti le 2 juillet 1914. Court-métrage réalisé par Roscoe Arbuckle.
12. Love and Bullets, sorti le 4 juillet 1914. Court-métrage réalisé par Roscoe Arbuckle. Contesté, crédité à Dell Anderson sans participation de Roscoe Arbuckle.
13. A Rowboat Romance (en), sorti le 6 juillet 1914. Court-métrage réalisé par Roscoe Arbuckle. Contesté, crédité à Charles Avery sans participation de Roscoe.
14. Le Nouveau prétendant de Mabel (en) (Mabel’s New Job), sorti le 16 juillet 1914. Court-métrage réalisé George Nichols et Mabel Normand. Apparition de Roscoe en tant qu'acteur contestée.
15. Fatty aviateur (en) (The Sky Pirate), sorti le 18 juillet 1914. Court-métrage réalisé par Roscoe Arbuckle et Edward Dillon.
16. Le Rival de Fatty (en) (Those Happy days), sorti le 23 juillet 1914. Court-métrage réalisé par Roscoe Arbuckle et Edward Dillon.
17. Fatty roi nègre (en) (That Minstrel Man), sorti le 17 août 1914. Court-métrage réalisé par Roscoe Arbuckle et Edward Dillon.
18. Mabel et Fatty à la campagne (en) (Those Country Kids), sorti le 20 août 1914. Court-métrage réalisé par Roscoe Arbuckle.
19. Le Cadeau de Fatty (en) (Fatty’s Gift), sorti le 24 août 1914 .Court-métrage réalisé par Roscoe Arbuckle et Edward Dillon.
20. Charlot grande coquette (The Masquerader), sorti le 27 août 1914. Court-métrage réalisé par Charlie Chaplin.
21. Charlot garde-malade (His New Profession), sorti le 31 août 1914. Court-métrage réalisé par Charlie Chaplin.
22. Fatty sauveteur (en) (A Brand New Hero), sorti le 5 septembre 1914 .Court-métrage réalisé par Roscoe Arbuckle.
23. Charlot et Fatty font la bombe (The Rounders), sorti le 7 septembre 1914. Court-métrage réalisé par Charlie Chaplin.
24. Lovers' Luck, sorti le 19 septembre 1914. Court-métrage réalisé par Roscoe Arbuckle.
25. Fatty dans le monde (en) (Fatty’s Debut), sorti le 26 septembre 1914. Court-métrage réalisé par Roscoe Arbuckle et Edward Dillon.
26. Fatty Again (en), sorti le 3 octobre 1914. Court-métrage réalisé par Roscoe Arbuckle.
27. Their Ups and Downs (en), sorti le 5 octobre 1914. Court-métrage réalisé par Roscoe Arbuckle.
28. Zip, the Dodger (en), sorti le 17 octobre 1914. Court-métrage réalisé par Roscoe Arbuckle.
29. Fatty est amoureux (en) (Lover’s Post Office), sorti le 2 novembre 1914. Court-métrage réalisé par Roscoe Arbuckle.
30. Une aventure de Fatty (en) (An Incompetent Hero), sorti le 12 novembre 1914. Court-métrage réalisé par Roscoe Arbuckle.
31. Fatty et son sosie (en) (Fatty’s Jonah Day), sorti le 16 novembre 1914. Court-métrage réalisé par Roscoe Arbuckle.
32. Fatty fait des fredaines (en) (Fatty’s Wine Party), sorti le 21 novembre 1914. Court-métrage réalisé par Roscoe Arbuckle.
33. The Sea Nymphs (Mabel et le cachalot ?), sorti le 23 novembre 1914. Court-métrage réalisé par Roscoe Arbuckle.
34. Leading Lizzie Astray, sorti le 30 novembre 1914. Court-métrage réalisé par Roscoe Arbuckle.
35. Fatty anarchiste (en) (Shotguns That Kick), sorti le 3 décembre 1914. Court-métrage réalisé par Roscoe Arbuckle et Edward Dillon.
36. La Culotte magique de Fatty (Fatty’s Magic Pants), sorti le 5 décembre 1914. Court-métrage réalisé par Roscoe Arbuckle.
37. Fatty chez les peaux rouges (Fatty and Minnie-he-Haw), sorti le 23 décembre 1914. Court-métrage réalisé par Roscoe Arbuckle et Edward Dillon.
38. La Lessive de Mabel (en) (Mabel and Fatty's Wash Day), sorti le 14 janvier 1915. Court-métrage réalisé par Roscoe Arbuckle.
39. La Belle amie de Fatty (en) (Fatty and Mabel's Simple Life), sorti le 18 janvier 1915. Court-métrage réalisé par Roscoe Arbuckle.
40. Fatty et Mabel visitent l'exposition (en) (Fatty and Mabel at the San Diego Exposition), sorti le 23 janvier 1915. Court-métrage réalisé par Roscoe Arbuckle.
41. Mabel épouse Fatty (Mabel, Fatty and the Law), sorti le 28 janvier 1915. Court-métrage réalisé par Roscoe Arbuckle.
42. Le Neveu de Fatty (en) (Fatty's New Role), sorti le 1er février 1915. Court-métrage réalisé par Roscoe Arbuckle.
43. Fatty et Mabel se marient (en) (Mabel and Fatty's Married Life), sorti le 11 février 1915. Court-métrage réalisé par Roscoe Arbuckle.
44. Hogan's Romance Upset (en), sorti le 13 février 1915. Court-métrage réalisé par Charles Avery. Harold Lloyd et Roscoe tournent ensemble pour la première fois tous les deux dans des rôles mineurs.
45. Les Tribulations de Fatty (Fatty's Reckless Fling), sorti le 4 mars 1915. Court-métrage réalisé par Roscoe Arbuckle.
46. Fatty fait une conquête (Fatty's Chance Acquaintance), sorti le 8 mars 1915. Court-métrage réalisé par Roscoe Arbuckle.
47. Fatty et Mabel à l'opéra (en) (That Little Band of Gold), sorti le 15 mars 1915. Court-métrage réalisé par Roscoe Arbuckle.
48. Le Chien de Fatty (en) (Fatty's Faithful Fido), sorti le 20 mars 1915. Court-métrage réalisé par Roscoe Arbuckle.
49. Fatty aviateur (en) (When Love Took Wings), sorti le 1er avril 1915. Court-métrage réalisé par Roscoe Arbuckle.
50. Fatty à la recherche de Mabel (Wished on Mabel), sorti le 19 avril 1915. Court-métrage réalisé par Roscoe Arbuckle. Contesté, crédité à Mabel Normand.
51. Fatty et Mabel à l'exposition (en) (Mabel and Fatty Viewing the World's Fair at San Francisco, Cal.), sorti le 22 avril 1915. Court-métrage réalisé par Roscoe Arbuckle. Contesté, crédité à Mabel Normand.
52. La Volonté de Mabel (Mabel's Wilful Way), sorti le 1er mai 1915. Court-métrage réalisé par Roscoe Arbuckle.
53. Miss Fatty aux bains de mer (en) (Miss Fatty's Seaside Lovers), sorti le 15 mai 1915. Court-métrage réalisé par Roscoe Arbuckle.
54. Mabel institutrice (The Little Teacher), sorti le 21 juin 1915 .Court-métrage réalisé par Mack Sennett.
55. Le Brave petit chien de Fatty (en) (Fatty's Plucky Pup), sorti le 28 juin 1915. Court-métrage réalisé par Roscoe Arbuckle.
56. Fatty teinturier (Fatty's Tintype Tangle), sorti le 26 juillet 1915. Court-métrage réalisé par Roscoe Arbuckle.

### 1915-1916 Triangle Film Corporation
De 1915 à 1916, Roscoe Arbuckle tourne encore dans onze courts-métrages qu'il écrit et réalise pour la Keystone intégrée à la Triangle Film Corporation

#### Keystone Film Company distribué par Triangle Film Corporation 1915-1916
1. Fatty et la plongeuse (Fickle Fatty's Fall), sorti le 4 novembre 1915. Court-métrage réalisé par Roscoe Arbuckle.
2. Fatty et le charlatan (en) (The Village Scandal), sorti le 2 décembre 1915. Court-métrage réalisé par Roscoe Arbuckte.
3. Fatty au théâtre (Fatty and the Broadway Stars), sorti le 9 décembre 1915. Court-métrage réalisé par Roscoe Arbuckle.
4. Fatty et Mabel à la mer (Fatty and Mabel Adrift), sorti le 9 janvier 1916. Court-métrage réalisé par Roscoe Arbuckle.
5. Le Cauchemar de Fatty (He Did and He Didn't), sorti le 30 janvier 1916. Court-métrage réalisé par Roscoe Arbuckle.
6. Pour l'amour de Mabel (en) (Bright Lights), sorti le 20 février 1916. Court-métrage réalisé par Roscoe Arbuckle.
7. Fatty pipelet (en) (His Wife's Mistake), sorti le 2 avril 1916. Court-métrage réalisé par Roscoe Arbuckle.
8. Fatty vagabond (The Other Man), sorti le 16 avril 1916. Court-métrage réalisé par Roscoe Arbuckle.
9. Histoire de brigands (en) (The Moonshiners), sorti le 14 mai 1916. Court-métrage réalisé par Roscoe Arbuckle.
10. Le Bal des domestiques (en) (The Waiters' Ball), sorti le 25 juin 1916. Court-métrage réalisé par Roscoe Arbuckle et Ferris Hartman.
11. A Creampuff Romance (en), sorti le juillet 1916. Court-métrage réalisé par Roscoe Arbuckle.

### 1917-1920 Comique Film Corporation
De 1917 à 1920, Roscoe Arbuckle tourne 22 courts-métrages de la série Fatty produits par la Comique Film Corporation et distribués par la Paramount. Il en est à chaque fois le réalisateur, l'interprète principal et le scénariste ou coscénariste. Buster Keaton y est souvent son partenaire et coréalisateur. Durant cette période, il fait une apparition dans The Late Lamented un film de Harry Williams produit par la Keystone. Il apparaît aussi en 1918 dans deux films de propagande pour soutenir l'effort de guerre : Canadian Victory Loan Drive et United States Fourth Liberty Loan Drive.

#### Comique Film Corporation 1917-1920
1. Fatty boucher (The Butcher Boy), sorti le 23 avril 1917. Court-métrage réalisé par Roscoe Arbuckle.
2. Fatty en bombe (A reckless Romeo), sorti le 21 mai 1917. Court-métrage réalisé par Roscoe Arbuckle.
3. Fatty chez lui (The Rough House), sorti le 25 juin 1917. Court-métrage réalisé par Roscoe Arbuckle.
4. La Noce de Fatty (His Wedding Night), sorti le 20 août 1917. Court-métrage réalisé par Roscoe Arbuckle.
5. Fatty docteur (Oh, Doctor!), sorti le 30 septembre 1917. Court-métrage réalisé par Roscoe Arbuckle.
6. Fatty à la fête foraine (Coney Island), sorti le 29 octobre 1917. Court-métrage réalisé par Roscoe Arbuckle.
7. Fatty m'assiste (A Country Hero), sorti le 10 décembre 1917. Court-métrage réalisé par Roscoe Arbuckle.
8. A Scrap of Paper, sorti en 1918. Court-métrage réalisé par Roscoe Arbuckle. Film de propagande pour les war bonds (obligations du gouvernement pour financer l'effort de guerre).
9. Fatty bistro (Out West), sorti le 20 janvier 1918. Court-métrage réalisé par Roscoe Arbuckle.
10. Fatty groom (The Bell Boy), sorti le 18 mars 1918. Court-métrage réalisé par Roscoe Arbuckle.
11. La Mission de Fatty (Moonshine), sorti le 13 mai 1918. Court-métrage réalisé par Roscoe Arbuckle.
12. Fatty à la clinique (Good Night, Nurse), sorti le 8 juillet 1918. Court-métrage réalisé par Roscoe Arbuckle.
13. Fatty cuisinier (The Cook), sorti le 15 septembre 1918. Court-métrage réalisé par Roscoe Arbuckle.
14. Fatty shérif (The Sheriff), sorti le 24 novembre 1918. Court-métrage réalisé par Roscoe Arbuckle.
15. Camping Out, sorti le 5 janvier 1919. Court-métrage réalisé par Roscoe Arbuckle.
16. The Pullman Porter, sorti le 16 février 1919. Court-métrage réalisé par Roscoe Arbuckle.
17. Fatty rival de Picratt (Love), sorti le 2 mars 1919. Court-métrage réalisé par Roscoe Arbuckle.
18. The Bank Clerk, sorti le 5 avril 1919. Court-métrage réalisé par Roscoe Arbuckle.
19. Le Héros du désert (A Desert Hero), sorti le 1er juin 1919. Court-métrage réalisé par Roscoe Arbuckle.
20. Fatty cabotin (Backstage), sorti le 7 septembre 1919. Court-métrage réalisé par Roscoe Arbuckle.
21. Un garçon séduisant (The Hayseed), sorti le 26 octobre 1919. Court-métrage réalisé par Roscoe Arbuckle.
22. Le Garage infernal (The Garage), sorti le 11 janvier 1920. Court-métrage réalisé par Roscoe Arbuckle.

### 1920-1921 Paramount Pictures
De 1920 à 1921, Roscoe Arbuckle tourne neuf longs-métrages pour la Paramount Pictures et sept sont sortis avant que n'éclate l'Affaire Rappe. Deux films ont été tournés avant mais ne sont pas montés et ne sortent pas aux États-Unis à la suite des conséquences de cette dernière.

#### Paramount 1920-1921
- Fatty, l'intrépide shérif (The Round-Up), sorti le 10 octobre 1920. Un western de George Melford.
- Fatty candidat, sorti le 12 décembre 1920. Réalisé par Joseph Henabery.
- 1921 : Les Millions de Fatty (Brewster's Millions) de Joseph Henabery
- Fatty détective amateur (The Dollar a Year Man), sorti le 3 avril 1921. Réalisé par James Cruze.
- Traveling Salesman (en), sorti le 5 juin 1921. Réalisé par Joseph Henabery.
- Fatty fait de l'auto (en) (Gasoline Gus), sorti le 20 août 1921. Réalisé par James Cruze.
- Fatty veut se marier (en) (Crazy to Marry), sorti le 28 août 1921. Réalisé par James Cruze.
- Leap Year (en), tourné en 1921. Réalisé par James Cruze. Tourné du 16 mai au 9 juin 1921 le film n'est pas sorti aux États-Unis à cause du procès Arbuckle.
- The Fast Freight (en), tourné en 1921. Réalisé par James Cruze. Tourné du 18 juillet au 13 août 1921 le film n'est pas sorti aux États-Unis à cause du procès Arbuckle. Sorti en Europe le 18 juin 1922.

### 1922-1925 Participations au cinéma

#### Participation au cinéma 1922-1925
1. Special Delivery (en), sorti le 30 avril 1922. Un homonyme tourné sous Al St. John comme prête-nom ou une confusion avec Special Delivery sous pseudo de William Goodrich.
2. Grandeur et Décadence (Daydreams), sorti en novembre 1922. Réalisé par Buster Keaton. Roscoe Arbuckle participe à l'écriture du scénario.
3. Hollywood, sorti le 19 août 1923. Réalisé par James Cruze. Documentaire sur les studios de Hollywood où apparaissent des personnalités du cinéma.
4. Sherlock Junior (Sherlock Jr.), sorti le 21 avril 1924. Réalisé par Buster Keaton. Participe à la réalisation du film à la demande de ce dernier.
5. Picratt en folie (His first car), sorti 27 juillet 1924. Écrit et réalisé par Roscoe Arbuckle sous pseudo de William Goodrich, avec Al St. John.
6. Stupid, but Brave (en), sorti le 26 octobre 1924. Écrit et réalisé par Roscoe Arbuckle avec Al St. John comme prête-nom.
7. The Iron Mule, sorti 12 avril 1925. Écrit et réalisé par Roscoe Arbuckle avec Grover Jones comme prête-nom.
8. Ma vache et moi (Go West), sorti le 1er novembre 1925. Réalisé par Buster Keaton. Apparition travesti en femme.
9. Curses (en), sorti le 17 mai 1925. Écrit et réalisé par Roscoe Arbuckle sous prête-nom Grover Jones ou premier William Goodrich ?

### 1925-1932 William Goodrich
De 1925 à 1932, Roscoe Arbuckle tourne 43 courts-métrages et deux longs-métrages sous le pseudonyme de William B. Goodrich. Il écrit un bon nombre de ces films même s'il n'est pas toujours crédité.
Il apparaît dans un documentaire consacré aux stars des débuts du cinéma (Stars of Yesterdays) et furtivement dans Listen Lana (en). Il écrit le scénario de Match play (en) de Mack Sennett et participe à l'écriture du scénario de deux comédies musicales, The Cuckoos et Half Shot at Sunrise. Il est aussi le compositeur de la musique du film Honeymoon Zeppelin. Le film Carter DeHaven in Character Studies de novembre 1927, où il joue lui est aussi attribué sans que cela soit confirmé.

#### Réalisateur sous le pseudonyme de William Goodrich 1925-1932
1. The Tourist (en), sorti le 20 septembre 1925. Court-métrage.
2. The Movies, sorti le 4 octobre 1925. Court-métrage. (également scénariste)
3. Cleaning Up (en), sorti le 22 novembre 1925. Court-métrage.
4. The Fighting Dude (en), sorti le 6 décembre 1925. Court-métrage.
5. My Stars, sorti le 17 janvier 1926. Court-métrage.
6. Home Cured (en), sorti le 14 mars 1926. Court-métrage[27],[28].
7. Fool's Luck (en), sorti le 21 mars 1926. Court-métrage. (également scénariste)
8. His Private Life (en), sorti le 16 mai 1926. Court-métrage. (également scénariste)
9. One Sunday Morning (en), sorti le 2 décembre 1926. Court-métrage. (également scénariste)
10. The Red Mill, sorti le 29 janvier 1927. Long métrage.
11. Peaceful Oscar (en), sorti le 30 janvier 1927. Court-métrage.
12. L'As des PTT (en) (Special Delivery), sorti le 6 mai 1927. Long métrage.
13. Si, Si, Senor (en), sorti le 21 septembre 1930. Court-métrage.
14. Won by a Neck (en), sorti le 5 octobre 1930. Court-métrage.
15. Up a Tree (en), sorti le 30 novembre 1930. Court-métrage. (également scénariste)
16. Three Hollywood Girls (en), sorti le 4 janvier 1931. Court-métrage.
17. Marriage Rows (en), sorti le 18 janvier 1931. Court-métrage. (également scénariste)
18. Pete and Repeat (en), sorti le 1er mars 1931 Court-métrage.
19. Ex-Plumber (en), sorti le 8 mars 1931. Court-métrage. (également scénariste)
20. Crashing Hollywood, sorti le 5 avril 1931. Court-métrage.
21. Windy Riley Goes Hollywood, sorti le 3 mai 1931. Court-métrage. (avec Louise Brooks)
22. The Back Page (en), sorti le 24 mai 1931. Court-métrage.
23. The Lure of Hollywood (en), sorti le 5 juillet 1931. Court-métrage.
24. That's My Line, sorti le 13 juillet 1931. Court-métrage. (également scénariste)
25. Honeymoon Trio (en), sorti le 30 août 1931. Court-métrage.
26. Up Pops the Duke (en), sorti le 20 septembre 1931. Court-métrage.
27. Beach Pajamas (en), sorti le 21 septembre 1931. Court-métrage. (également scénariste)
28. Taste 'Em and Share 'Em, sorti le 28 septembre 1931. Court-métrage.
29. That's My Meat (en), sorti le 4 octobre 1931. Court-métrage.
30. One Quiet Night (en), sorti le 25 octobre 1931. Court-métrage.
31. Queenie of Hollywood (en), sorti le 8 novembre 1931. Court-métrage.
32. Once a Hero (en), sorti le 22 novembre 1931. Court-métrage.
33. The Tamale Vendor (en), sorti le 26 novembre 1931. Court-métrage.
34. Idle Roomers (en), sorti le 29 novembre 1931. Court-métrage.
35. Smart Work (en), sorti le 27 décembre 1931. Court-métrage.
36. Moonlight and Cactus (en), sorti le 10 janvier 1932. Court-métrage.
37. Keep Laughing (en), sorti le 24 janvier 1932. Court-métrage.
38. Anybody's Goat (en), sorti le 24 janvier 1932. Court-métrage.
39. Bridge Wives (en), sorti le 21 février 1932. Court-métrage.
40. Hollywood Luck (en), sorti le 13 mars 1932. Court-métrage.
41. It's a Cinch, sorti le 27 mars 1932. Court-métrage.
42. Hollywood Lights (en), sorti le 8 mai 1932. Court-métrage.
43. Gigolettes (en), sorti le 23 mai 1932. Court-métrage.
44. Niagara Falls (en), sorti le 27 juin 1932. Court-métrage.

### 1932-1933 The Vitaphone Corporation
De 1932 à 1933, Roscoe Arbuckle tente un retour sur le devant de la scène en tant que comédien et sous son vrai nom. Il tourne alors six courts métrages réalisés par Alfred J. Goulding ou Ray McCarey pour la Warner Bros. et produits par The Vitaphone Corporation.

#### The Vitaphone Corporation 1932-1933
1. Hey, Pop! (en), sorti le 12 novembre 1932. Court-métrage réalisé par Alfred J. Goulding.
2. Buzzin' Around (en), sorti le 4 février 1933. Court-métrage réalisé par Alfred J. Goulding.
3. How've You Bean? (en), sorti le 24 juin 1933. Court-métrage réalisé par Alfred J. Goulding.
4. Close Relations (en), sorti le 30 septembre 1933. Court-métrage réalisé par Ray McCarey.
5. In the Dough (en), sorti le 25 novembre 1933. Court-métrage réalisé par Ray McCarey.
6. Tomalio (en), sorti le 30 décembre 1933. Court-métrage réalisé par Ray McCarey.

## Crédit d'auteurs
- (en) Cet article est partiellement ou en totalité issu de l’article de Wikipédia en anglais intitulé « Roscoe Arbuckle » (voir la liste des auteurs).